# ММ-640
ММ-640 — типовая серия жилых домов гостиничного типа (малосемейки) в городе Киеве.

## Характеристика
Проект ММ-640 пришел на смену проекта ММ-650. Начало строительства - в 1974 году.
Внешне, по сравнению с предшественником, было уменьшено количество балконов: вместо балкона на всю длину квартиры оставили лишь небольшой балкон с выходом из комнаты.
В первой модификации все квартиры на этаже, кроме одной, имели один балкон длиной с комнату. Одна угловая квартира имела французский балкон. В более поздней модификации одна квартира или две (в двухсекционных домах) имеют балкон на всю квартиру.
Также ранние ММ-640 имели планирования подъезда аналогичное проекту ММ-650. В более поздних домах лестничная клетка с лифтом была значительно уменьшена в размерах, а в освободившемся месте расположили кладовую для колясок.
Что касается планировок квартир, то они фактически повторяют аналогичные В ММ-650 с небольшими изменениями в площадях.
ММ-640 - девятиэтажные кирпичные дома с техническим этажом и длинным общим коридором.
Пол покрыт паркетной доской. Подъезд односторонний. Лестничные пролеты объединены с этажными площадками.
На этаже 13 квартир. Квартиры однокомнатные, общей площадью 35 и 26 м2. окна квартир с большей площадью выходят в сторону подъезда, а с меньшей площадью в противоположную сторону; в квартирах газ. Высота потолков 2,5 метра; лифт один пассажирский; в торце дома пожарная лестница с балконной панелью (иногда только с одной стороны дома, но как правило с двух сторон), выход на которую имеет каждый этаж.
Последние дома проекта ММ-640 были построены в конце 1980-х годов (улица Андрющенко, Гарматная).